# Vêtre-sur-Anzon
Vêtre-sur-Anzon – gmina we Francji, w regionie Owernia-Rodan-Alpy, w departamencie Loara. W 2013 roku liczba ludności wynosiła 562 mieszkańców. 
Gmina została utworzona 1 stycznia 2019 roku z połączenia dwóch ówczesnych gmin: Saint-Julien-la-Vêtre oraz Saint-Thurin. Siedzibą gminy została miejscowość Saint-Julien-la-Vêtre. 